# Cultuurstelsel

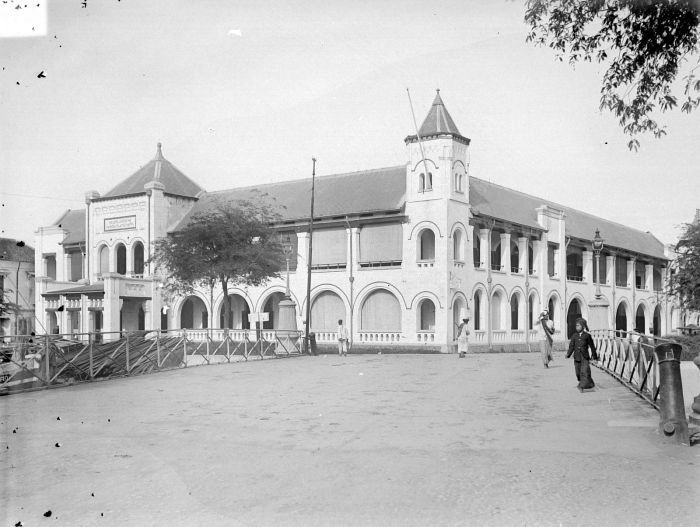
De Nederlandsche Handel-Maatschappij exporteerde de opbrengsten van het cultuurstelsel naar Europa. Hier het kantoor in Semarang

Het cultuurstelsel was een belastingsysteem in natura in Nederlands-Indië dat functioneerde van 1830 tot 1870.

## Achtergrond
Onder het gouverneurschap generaal van Leonard Du Bus werd de Javaanse oorlog gevoerd, van 1825-1830. Daarbij vocht een Nederlands leger tegen de lokale bevolking. Aan Javaanse zijde waren er vermoedelijk circa 200.000 doden, mede door voedselgebrek, en de gevechten voerden tot een enorme materiële ravage. De Javaanse elite, daaronder degenen die aan het hoofd stonden van de lokale landbouwproductie, was voor een groot deel gedood. Er was daarnaast sprake van een uiterst slechte financiële situatie en daar moest volgens de Nederlandse regering snel verandering in worden gebracht. Temeer nu de "West-Indische" gebieden voor het koninkrijk Nederland in die periode verliesdraaiend waren en een zware lastenpost vormden voor de staatsbegroting. De koffie oogsten waren tot 1830 weliswaar gestegen maar de wereldprijs daalde, dus dat bracht per saldo ook niets voor de schatkist. De rijst- en tabakproductie werd merendeels verhandeld binnen de archipel en er was niet veel beschikbaar voor de export. Gouverneur-generaal Du Bus bedacht het plan om onder leiding van Europese investeerders woeste gronden te ontginnen die de plaatselijke boeren in loondienst zouden moeten gaan bewerken maar de bevolking was daartoe niet bereid. Het doel was om van Java een exportland voor tropische landbouwproducten te maken. De handelswinsten die hieruit voortvloeiden zouden voor het merendeel naar de Nederlandse staatskas gaan.

## Opzet
Het cultuurstelsel is opgezet door opvolgend gouverneur-generaal van Nederlands-Indië Johannes van den Bosch, mede om de Java-oorlog te bekostigen. Ook de kosten van de strijd tegen de Belgen speelde hierbij een rol; de Belgische omwenteling betekende een derving van inkomsten uit de Vlaamse textielindustrie en de Waalse mijnbouw. Het belastingsysteem werd in 1830 onder Willem I ingevoerd ter vervanging van het landrentestelsel.
Het cultuurstelsel hield in dat de inheemse bevolking bij wijze van pacht 20% van haar grond -als die daarvoor geschikt was- moest gebruiken voor gouvernementsproducten: producten voor de Europese markt. Deze producten waren onder meer indigo, thee, suiker maar het belangrijkste was koffie. Al deze producten werden door de Nederlandsche Handel-Maatschappij in Europa verkocht en geveild. Dit stelsel heeft tot circa 1870 bestaan, waarna het door nieuwe wetten deels achterhaald werd. Voor winstgevende producten bleef het stelsel langer van kracht; voor koffie gold het tot aan het begin van de twintigste eeuw.
Mocht de waarde van de producten meer zijn dan de vroegere landrente dan kregen de boeren plantloon. Boeren die geen geschikte grond hadden, moesten ter vervanging van de landrente 66 dagen per jaar voor het gouvernement werken (herendiensten). Het systeem werd veelvuldig misbruikt; boeren werd voorgeschreven meer dan 20% af te dragen of om de vruchtbaarste gebieden te gebruiken voor de Nederlandse producten. De inlandse vorsten kregen zogenoemde cultuurprocenten. Als hun gebied meer opbracht voor Nederland, kregen de inlandse vorsten meer uitbetaald. Dit leidde tot sterke uitbuiting van de inheemse bevolking door de inlandse vorsten. Daarboven kwamen nog de hoge landrenten en de herendiensten waarvan de inlandse vorsten, het gouvernement en ook nog vele corrupte Europese ambtenaren misbruik maakten. Bijvoorbeeld: vestingwerken, die voornamelijk dienden om de bevolking blijvend te intimideren en te onderwerpen, werden zo zonder veel vergoeding aangelegd. De gevolgen bleven niet uit: de inlandse bevolking leed onder armoede, verpaupering en hongersnood.
De handel in opium, welke een regeringsmonopolie was, behoorde dan wel niet direct tot het cultuurstelsel, maar droeg ook in zeer aanzienlijke mate bij aan de verpaupering van de inlandse bevolking, en als bij elke verslaving aan een slechte gezondheid van de vele opiumgebruikers. Deze handel bracht schatten op. Van het batig slot, het totaal van winsten dat in de kolonie werd behaald, was 10% of meer verdiend in de opiumhandel, die ook wel met de term opiumregie werd aangeduid.

## Kritiek
In 1850 leidde de verpaupering van de inlandse bevolking al tot vragen aan minister van Koloniën Pahud door het liberale Kamerlid B.W.A.E. Sloet over de toestand van Demak en Grobogan, twee regentschappen in Midden-Java, waar hongersnood heerste na een mislukte rijstoogst.
In de tweede helft van de 19de eeuw nam het verzet tegen de corrupte Nederlandse en inheemse ambtenaren toe. Vanaf 1848 begonnen meer mensen te pleiten voor de afschaffing van het cultuurstelsel. Hiervoor werden twee belangrijke gronden genoemd: De inheemse bevolking leed eronder, en men wilde dat Nederlands-Indië werd geopend voor particulier bezit.
Multatuli schreef in 1859 zijn roman Max Havelaar of de Koffi-Veilingen der Nederlandsche Handelmaatschappij waarin gewezen werd op de bedenkelijke morele aspecten van het kolonialisme. Nadat dit boek op 14 mei 1860 verscheen, baarde het al snel veel opzien. Onder andere dit boek speelde een belangrijke rol in het afschaffen van het stelsel.

## Wetswijzigingen
Na de grondwetsherziening van 1848 kregen de Liberalen steeds meer de overhand in de Nederlandse politiek. De liberale politici bekritiseerden het cultuurstelsel waaronder de Javaanse bevolking leed. Nederland wilde echter wel het economische voordeel van Java behouden en liet daarom meer particulier initiatief toe, wat uiteindelijk leidde tot de afschaffing van het cultuurstelsel.
De grondwetswijziging van 1848 perkte dan wel de macht van de koning in, maar dat gold vooral in Nederland. In de koloniën behield de koning bijna alle macht als autoritair heerser. De gouverneur-generaal viel direct onder zijn gezag en werd door de koning benoemd. Dat kon de minister van koloniën in een spagaat brengen. Deze was als minister verantwoording verschuldigd aan het parlement, maar werd in zijn handelen beperkt door de belangen van de koning. Niet voor niets richt Multatuli zich uitdrukkelijk tot koning Willem III in de slotrede aan het eind van Max Havelaar.

### Agrarische Wet en Suikerwet
De twee belangrijkste wetten die particulier initiatief in Java bevorderden en het cultuurstelsel beëindigden, waren de Agrarische Wet en de Suikerwet, beide tot stand gekomen onder de regie van minister van koloniën Engelbertus de Waal, in het liberale kabinet-Van Bosse-Fock dat onder leiding van Thorbecke was samengesteld. De Agrarische wet gaf de beginselen aan tot regeling van het grondbezit en grondgebruik in Nederlands-Indië. De Suikerwet beoogde de geleidelijke vervanging van de suikercultuur in Indië door vrije cultures. De wetten werden in 1870 ingevoerd.
Deze wetten hadden ook tot gevolg dat particuliere bedrijven zich in Nederlands-Indië konden vestigen. Deze bedrijven introduceerden daarnaast ook nieuwe producten als tabak en rubber. Grondstoffen uit Indië bewerkte men vervolgens in Nederland. Indië, en met name Java, werd zodoende de kurk waar de Nederlandse economie op dreef. De afschaffing van het Cultuurstelsel zorgde niet voor betere omstandigheden voor de inheemse bevolking. De kosten voor de modernisering van de koloniale staat moesten door de kolonie zelf worden gedragen.
De opiumhandel zou pas stoppen na de Japanse bezetting in 1942.

## Baten en navolging
De Nederlandsche Handel-Maatschappij zorgde voor vervoer en verkoop van de koloniale producten. De winst die het cultuurstelsel genereerde –het Batig Slot– was aanzienlijk en vloeide direct in de Nederlandse schatkist. Hieruit zijn onder meer bekostigd de aanleg van het spoorwegnet in Nederland (vanaf 1839) en de tegemoetkoming aan plantagehouders bij de afschaffing van de slavernij in de Nederlandse koloniën (1863).
Op het moment dat de kritiek op het cultuurstelsel Nederland ertoe begon te brengen er afstand van te nemen, werd het door de Brits-Indische advocaat James William B. Money uit Calcutta aangeprezen in zijn boek Java, or How to Manage a Colony (1861). Het kreeg een Nederlandse editie en had grote invloed op de Belgische erfprins Leopold, die het als model nam voor zijn koloniale ideeën. Zijn meningen over opbrengst en dwang kregen vorm in een concreet systeem van handelsmaatschappijen, monopolies, koninklijk aandeelhouderschap, opzichters en productiebonussen. In een brief aan Adrien Goffinet schreef Leopold op 24 april 1862: "De heer Money is de mening toegedaan dat in de Oriënt niets te bereiken valt zonder regeringsdruk. De vrijheid gegeven aan de oosterlingen in deze omstandigheden kan slechts deze zijn: vrijheid van de luiheid, die alle ellende en misdaden verwekt."